# Silnik w układzie W

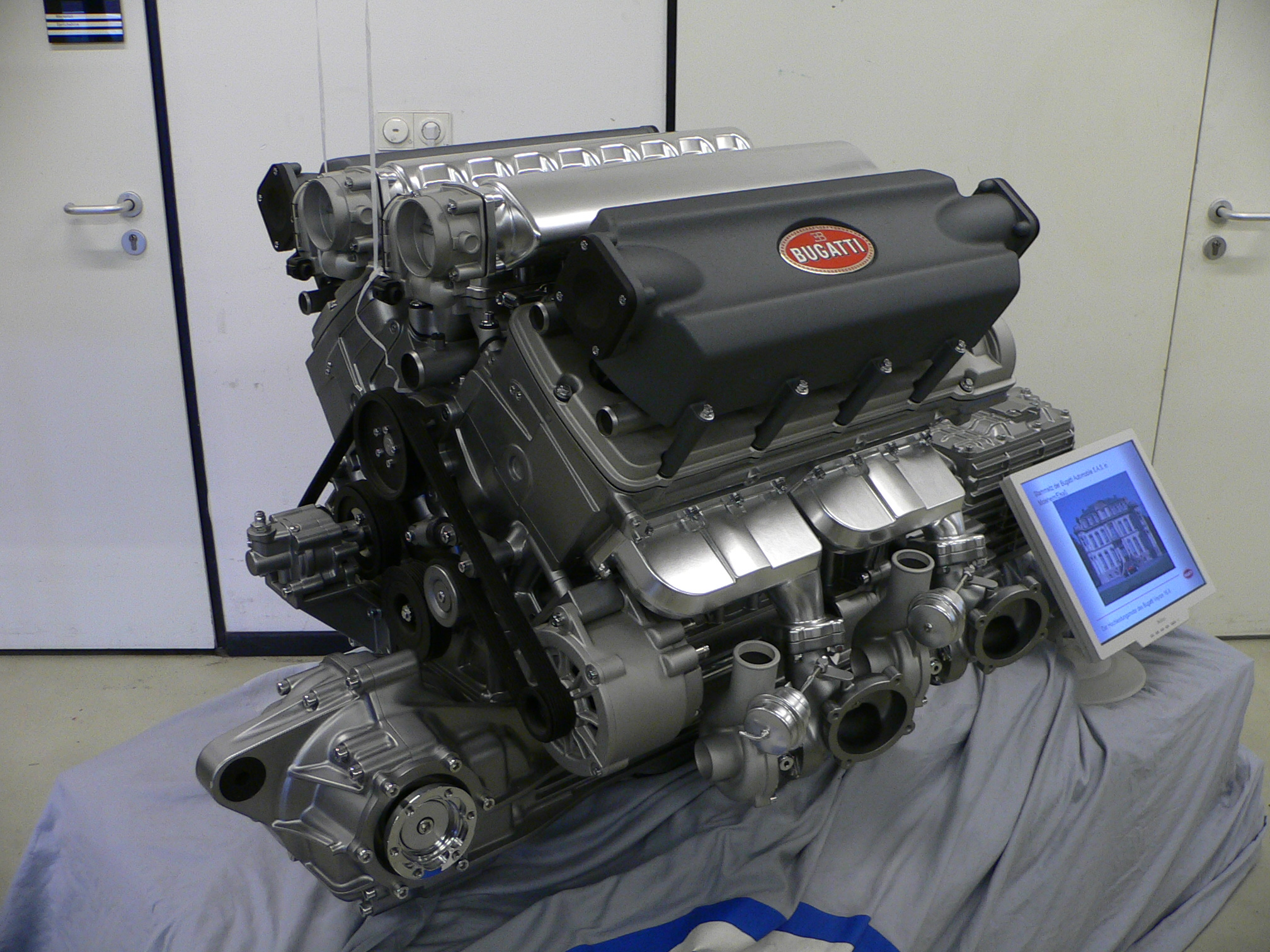
Silnik W16 napędzający Bugatti Veyron

Silnik tłokowy w układzie W – typ silnika spalinowego.
Występuje w trzech konfiguracjach:
- trzy rzędy cylindrów (układ W klasyczny),
- cztery rzędy cylindrów (jeden wał korbowy),
- cztery rzędy cylindrów z dwoma wałami korbowymi (jeden pasek).

Liczba cylindrów w każdym rzędzie jest identyczna. Układ W stosowany jest przede wszystkim w silnikach o dużej liczbie cylindrów i dużej pojemności. Największą zaletą układu W jest zwarta budowa takiego silnika w zestawieniu z układem rzędowym R lub widlastym V. W latach 20. XX wieku ten układ miał np. silnik Lorraine-Dietrich 12Eb stosowany w polskich wersjach samolotu Breguet XIX. W pojazdach samochodowych silniki z układem W stosowane są rzadko.
Przykładem współczesnej takiej konstrukcji są silniki koncernu Volkswagen:
- W8 (8 cylindrów), pojemność 4 litry, montowany w Volkswagenie Passacie W8,
- W12 (12 cylindrów), pojemność 6 litrów, spotykany w luksusowych modelach grupy VAG – Audi A8, Volkswagen Phaeton i Touareg oraz Bentley Continental GT, Continental Flying Spur i Bentayga,
- W16 (16 cylindrów), pojemność 8 litrów, montowany w samochodach Bugatti 16.4 Veyron.
- W18 (18 cylindrów)